# Vojtěch Jasný
Vojtěch Jasný (30. listopadu 1925 Kelč – 15. listopadu 2019 Přerov) byl česko-americký scenárista, filmový režisér, fotograf, vysokoškolský pedagog a jogín. Jednalo se o jednu z významných postav české kinematografie 60. let 20. století řazeného k představitelům tzv. nové vlny v československém filmu. Svou celoživotní tvorbou si získal mezinárodní věhlas.

## Život
Jeho otcem byl Vojtěch Jasný starší, ředitel kelečské školy a sokolský činovník, který v roce 1942 zahynul v koncentračním táboře Auschwitz, a matkou učitelka Jaroslava, rozená Váňová. V dětství, v necelých pěti letech, prodělal španělskou chřipku. Popisuje to tak, že na ni umíral a že byl „ve vysoké horečce v nebi“ a že díky té návštěvě v nebi mohl později udělat v Telči film Až přijde kocour. Po prodělání nemoci byl slaboučkým chlapcem, který jedl jen chleba s medem, polévku a ovoce.
Roku 1951 absolvoval pražskou FAMU, kde studoval na filmové fakultě obor filmová fotografie a technika u profesora Karla Plicky, kterému také dělal asistenta. V 50. letech působil v Československém armádním filmu; tehdy byl rovněž přidělen k Vojenské kontrarozvědce. Se svým spolužákem Karlem Kachyňou na počátku 50. let 20. století natočil několik zajímavých dokumentárních filmů i svůj první celovečerní film Dnes večer všechno skončí (1954). Prvním jeho samostatným celovečerním filmem se stal snímek Touha (1958). Největší úspěch i všeobecnou pozornost však vzbudil až legendární film Až přijde kocour z roku 1963. Jeho posledním filmem z 60. let se stal pozdější trezorový snímek Všichni dobří rodáci z roku 1968.
Po srpnové invazi v roce 1968 byl politicky perzekvován a posléze emigroval a natáčel televizní a celovečerní filmy v Rakousku, ve Spolkové republice Německo, Socialistické federativní republice Jugoslávie, později ve Finsku, Francii, v Kanadě a v USA. V zahraničí natočil celkem 29 filmů. Od roku 1984 trvale žil ve Spojených státech amerických. Jako vysokoškolský pedagog působil na univerzitách ve Vídni, Salcburku, Mnichově a New Yorku. Naposledy působil na New York Film Academy, která dnes spravuje jeho rozsáhlou soukromou knihovnu. Vychoval řadu úspěšných studentů.
Po sametové revoluci se vrátil zpět do vlasti, aby zde v roce 1991 natočil film Proč Havel?, a pak roku 1999 svůj poslední celovečerní film Návrat ztraceného ráje. Do vlasti se vracel pravidelně, účastnil se filmových festivalů a obdržel mnohá ocenění. Od roku 2011 žil s nemocnou manželkou v Domě seniorů v Bystrém. Po smrti své ženy (leden 2012) se z Domu seniorů v Bystrém odstěhoval do soukromí. Poté pobýval v Přerově, kde zemřel 15. listopadu 2019 ve věku 93 let.
Byl autorem knihy vzpomínek a lekcí o filmu Život a film. Scénář pro nový film, který se má odehrávat v Terezíně, nebyl realizován.
Vojtěch Jasný měl kožní poruchu vitiligo, projevující se bílými skvrnami na obličeji i rukou.

## Ocenění
V roce 1969 byl za film Všichni dobří rodáci oceněn na Mezinárodním filmovém festivalu v Barceloně. Na Filmovém festivalu v Cannes roku 1969 za tento snímek získal cenu za nejlepší režii. Za svá díla sbíral ocenění na filmových festivalech v Cannes, San Sebastianu, Berlíně, Buenos Aires, New Delhi a mnoha dalších.
V roce 2003 byla Vojtěchu Jasnému udělena Cena za celoživotní přínos české kinematografii na festivalu Academia Film Olomouc. V roce 2007 převzal ocenění Český lev za dlouholetý umělecký přínos. V květnu 2013 mu byl udělen čestný titul doctor honoris causa Uměleckou radou JAMU v Brně, v létě roku 2013 obdržel v Karlových Varech Cenu prezidenta za přínos české kinematografii. Křišťálový glóbus, a dále v roce 2013 Výroční cenu AČK za hlubokou lidskost, kterou jsou prodchnuty jeho snímky, za filozoficky inspirující vnímání světa, silný morální rozměr jeho příběhů, výjimečnou vizualitu a nekonečnou touhu po pravdě a spravedlnosti, kterou byla prodchnuta nejen jeho filmografie, ale i celý jeho život.
Vojtěch Jasný byl také dědečkem jiného filmaře, německého režiséra a spisovatele Marcela Jasného. O zbytku rodiny není známo mnoho; Vojtěch a jeho vnuk měli vždycky vzdálený vztah, částečně ovlivňovaný tím, že žili ve dvou různých zemích, Marcelův otec se přestěhoval do Německa, když byl Marcel ještě malý chlapec.

## Filmografie, výběr

### Film
- 1954 Dnes večer všechno skončí – s Karlem Kachyňou
- 1957 Zářijové noci
- 1958 Touha
- 1960 Přežil jsem svou smrt
- 1961 Procesí k panence
- 1963 Až přijde kocour
- 1966 Dýmky
- 1968 Všichni dobří rodáci
- 1969 Česká rapsodie
- 1991 Proč Havel?
- 1999 Návrat ztraceného ráje

### Televize
- 1965 Magnetické vlny léčí